# Leffe
|  | Per a altres significats, vegeu «Leffe (desambiguació)». |

Leffe és un barri de la ciutat belga de Dinant, a la riba dreta del Mosa a la confluència amb el Fond de Leffe.
A l'edat mitjana, era un enclavament del Comtat de Namur dins del principat de Lieja. Des del segle xix fins a la crisi del tèxtil dels anys 1960, era un important centre de la indústria del tèxtil. A l'inici de la Primera Guera Mundial, el 23 d'agost de 1914 l'exèrcit imperial alemany hi va afusellar 147 obrers i el director de l'empresa Manufacture de Tissus, sense gaire raó. En total 679 persones van ser assassinades a Dinant pels alemanys, en un intent de trencar pel terror qualsevol voluntat de resistència a l'entorn del pont al Mosa estratègic per la invasió de França. Moltes dones i nens van trobar refugi a l'Abadia de la Mare de Déu.

## Llocs d'interès
- Abadia de la Mare de Déu, monestir premonstratenc, casa pairal de la cervesa epònima

## Persones
- Dominique Pire (1910-1969), Premi Nobel de la Pau (1958).[5]